# Cantone di Besançon-6
Il cantone di Besançon-6 è una divisione amministrativa francese dell'arrondissement di Besançon, situato nel dipartimento del Doubs nella regione della Borgogna-Franca Contea.
È stato costituito a seguito della riforma approvata con decreto del 25 febbraio 2014, che ha avuto attuazione dopo le elezioni dipartimentali del 2015.

## Composizione
Comprende parte della città di Besançon e i 12 comuni di:
- Arguel
- Beure
- Boussières
- Busy
- Larnod
- Montferrand-le-Château
- Osselle
- Pugey
- Routelle
- Thoraise
- Torpes
- Vorges-les-Pins